# Festuca bushiana
Festuca bushiana là một loài thực vật có hoa trong họ Hòa thảo. Loài này được (St.-Yves) Tzvelev mô tả khoa học đầu tiên năm 1971.